# Adeclus spiculatus
Adeclus spiculatus är en insektsart som först beskrevs av Carl Stål 1873.  Adeclus spiculatus ingår i släktet Adeclus och familjen vårtbitare. Inga underarter finns listade i Catalogue of Life.